# Dibamus smithi
Dibamus smithi – gatunek jaszczurki z rodziny Dibamidae, opisany w 1985 roku przez Allena Greera na łamach „Journal of Herpetology”. Jej nazwa gatunkowa honoruje dr. Malcolma A. Smitha, który jako pierwszy opisał okazy, które posłużyły do wydzielenia tego gatunku. Smith też jako pierwszy dostrzegł różnice między nimi a okazami Dibamus montanus. D. smithi znany jest z Wietnamu. Młode osobniki są podobne do blisko spokrewnionego D. montanus, ale z wiekiem stają się coraz bardziej odmienne. D. smithi osiąga ponad 10 centymetrów długości. Ma 130–137 kręgów przedkrzyżowych i 30–34 ogonowych. Gatunek ten ma pory przedanalne – jedną u samic i dwie u samców.
D. smithi wyróżnia się od pozostałych przedstawicieli tego rodzaju redukcją w ontogenezie szwów rostralnych na grzbietowej części pyska. Ponadto ma 18–19 rzędów łusek w środkowej części ciała.